# Айлостера
Айлостера (лат. Aylostera) — род растений семейства Кактусовые (Cactaceae) произрастающий на территории Аргентины и Боливии.

## Описание
Представители рода — растения с шаровидными или цилиндрическими стеблями которые кустятся и формируют подушковидные группы. Ребра делятся на маленькие, спирально расположенные бугорки, количество которых варьируется от 11 до 25. Ареолы войлочные, белого цвета. Радиальные колючки могут быть длиной до 7 мм, их количество от 13 до 40, тонкие и щетинковидные, белые. Центральные колючки длиной до 2 см, их количество может быть от 1 до 5, крепкие, прямые и игловидные, белые или желтоватые с коричневыми концами.
Цветки разных оттенков оранжевого и красного, воронковидные, широко раскрытые, длиной и диаметром до 4 см. Цветочная трубка и завязь с щетинками позволяют отличить этот род от рода Ребуция (Rebutia). Плоды шаровидные, зеленые или розово-серые. Семена черные, мелкие.

## Таксономия
Aylostera Speg., первое упоминание в Anales Soc. Ci. Argent. 96: 75 (1923).

### Синонимы
Гетеротипные (основанные на разных номенклатурных типах):
- Digitorebutia Frič & Kreuz. ex Buining (1940)

- Mediolobivia Backeb. (1934)

### Виды
Подтвержденные виды по данным сайта Plants of the World Online на 2023 год:
- Aylostera albiflora (F.Ritter & Buining) Backeb. — Айлостера белоцветковая[4]
- Aylostera albopectinata (Rausch) Mosti & Papini
- Aylostera atrovirens (Backeb.) Mosti & Papini
- Aylostera azurduyensis J.de Vries
- Aylostera deminuta (F.A.C.Weber) Backeb. — Айлостера деминута[5]
- Aylostera einsteinii (Frič) Mosti & Papini
- Aylostera fiebrigii (Gürke) Backeb.
- Aylostera flavistyla (F.Ritter) Mosti & Papini
- Aylostera fusca (F.Ritter) Mosti & Papini
- Aylostera heliosa (Rausch) Mosti & Papini
- Aylostera hoffmannii (Diers & Rausch) Mosti & Papini
- Aylostera kupperiana (Boed.) Backeb.
- Aylostera leucanthema (Rausch) Mosti & Papini
- Aylostera malochii (Slaba & Lad.Fisch.) Ritz
- Aylostera mamillosa (Rausch) Mosti & Papini
- Aylostera mandingaensis R.Wahl & Jucker
- Aylostera muscula (F.Ritter & P.Thiele) Backeb.
- Aylostera narvaecense Cárdenas
- Aylostera nigricans (Wessner) Mosti & Papini
- Aylostera perplexa (Donald) Mosti & Papini
- Aylostera pseudominuscula (Speg.) Speg.
- Aylostera pulvinosa (F.Ritter & Buining) Backeb.
- Aylostera pygmaea (R.E.Fr.) Mosti & Papini
- Aylostera spinosissima (Backeb.) Backeb.
- Aylostera steinmannii (Solms) Backeb.
- Aylostera tarvitaensis (F.Ritter) Mosti & Papini
- Aylostera tuberosa (F.Ritter) Backeb. — Айлостера клубневая[6]

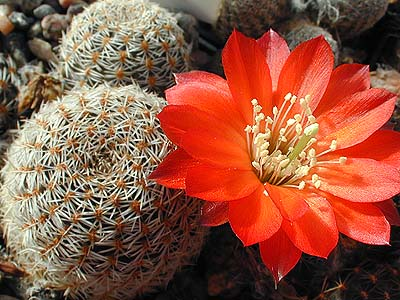
Aylostera albopectinata
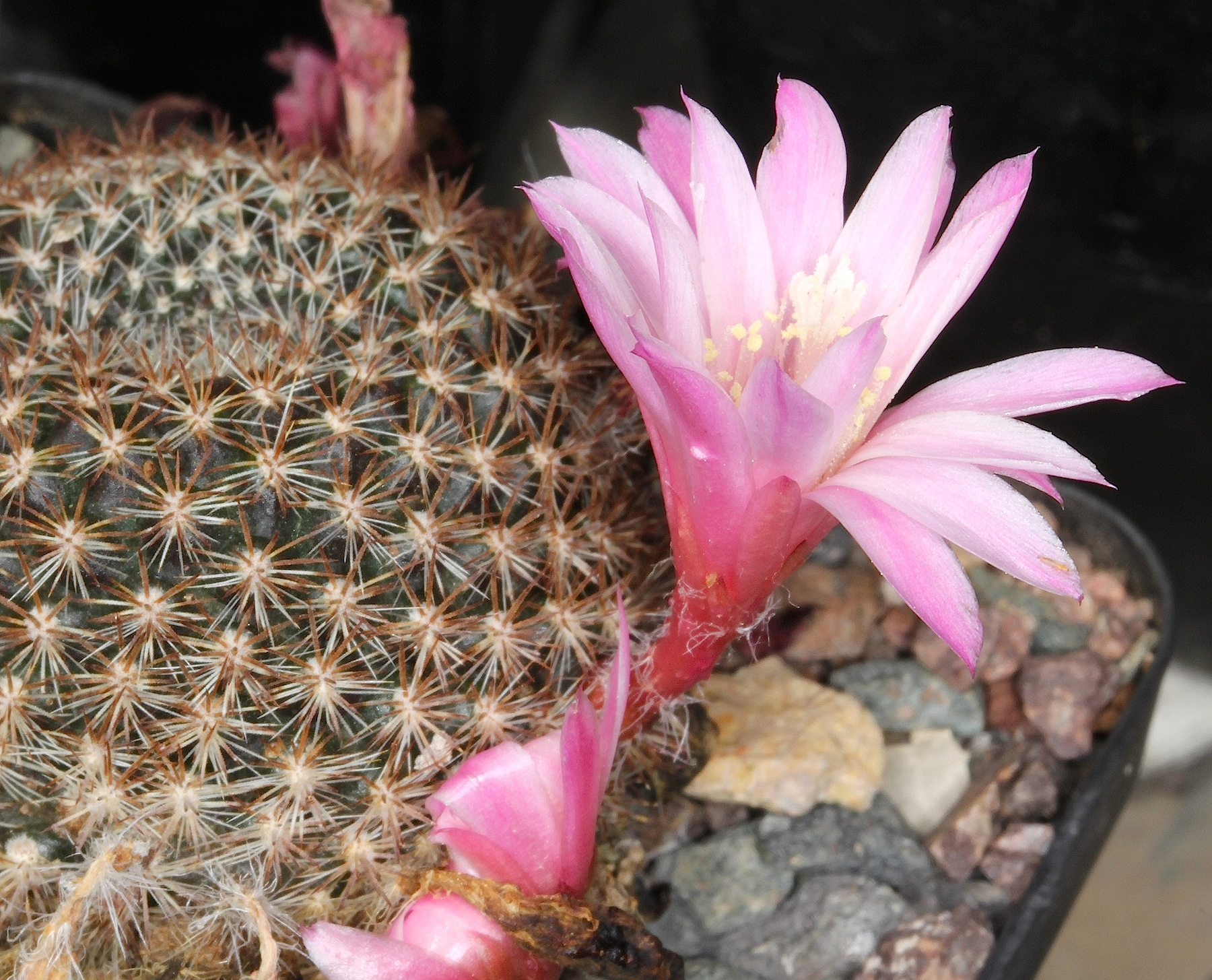
Aylostera narvaecense
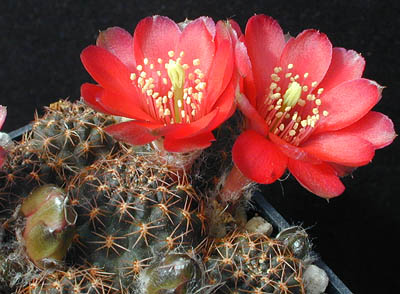
Aylostera pygmaea